# 田中九一
田中 九一（たなか きゅういち、1896年 - 1995年1月29日）は日本のマルクス経済学者。
1920年東京帝国大学法経学部経済学科卒。満鉄東亜調査局員となり、1936年「支那経済及北方調査」の主査を務める。部下に西沢富夫（1913年7月7日- 1985年11月7日）がいたという。
1922年東大新人会OBを中心に作られた社会思想社 (1922年)の幹事となり論文を寄稿。1924年ボルハルト著「マルクス経済学大綱」翻訳。
1943年満鉄調査部事件で石堂清倫らと逮捕される。1944年釈放。終戦後1945年から1949年までソ連鉄道管理局にて、満州経済を調査するも、ヨシフ・スターリンによる粛清のためスパイの罪で13年の重労働の刑に服す。
1956年日ソ共同宣言で釈放となり帰国。1957年愛知大学講師、1958年東北学院大学経済学部教授となる。世界経済論。国際関係論を教える。
1979年7月、81歳で定年退官。最終講義は国際関係論。退官後、桑名市に転居。
1995年1月29日永眠。

## 主著
- 「世界経済」青木書店

## 参考
- 大原社会問題研究所雑誌 No.479／1998.10社会思想社の一側面（上） - 田中九一と東大新人会OBの動向 (PDF)